# Летинаць
44°59′ пн. ш. 15°13′ сх. д. / 44.98° пн. ш. 15.22° сх. д.
Летинаць (хорв. Letinac) — населений пункт у Хорватії, у Лицько-Сенській жупанії у складі громади Бринє.

## Населення
Населення за даними перепису 2011 року становило 154 осіб.
Динаміка чисельності населення поселення:

## Клімат
Середня річна температура становить 7,82 °C, середня максимальна – 21,40 °C, а середня мінімальна – -7,36 °C. Середня річна кількість опадів – 1438 мм.
| Клімат поселення                              | Клімат поселення | Клімат поселення | Клімат поселення | Клімат поселення | Клімат поселення | Клімат поселення | Клімат поселення | Клімат поселення | Клімат поселення | Клімат поселення | Клімат поселення | Клімат поселення | Клімат поселення |
| Показник                                      | Січ.             | Лют.             | Бер.             | Квіт.            | Трав.            | Черв.            | Лип.             | Серп.            | Вер.             | Жовт.            | Лист.            | Груд.            |                  |
| Середній максимум, °C                         | 5,15             | 6,24             | 9,20             | 13,08            | 17,87            | 21,24            | 21,40            | 21,24            | 17,04            | 12,72            | 7,52             | 3,87             |                  |
| Середня температура, °C                       | −1,1             | −0,02            | 2,94             | 6,82             | 11,61            | 14,98            | 17,20            | 17,03            | 12,84            | 8,52             | 3,31             | −0,34            |                  |
| Середній мінімум, °C                          | −7,36            | −6,29            | −3,32            | 0,57             | 5,36             | 8,73             | 13,00            | 12,84            | 8,64             | 4,32             | −0,89            | −4,53            |                  |
| Норма опадів, мм                              | 98               | 100              | 107              | 123              | 110              | 115              | 80               | 97               | 136              | 158              | 175              | 139              |                  |
| Середньомісячна швидкість вітру, м/с          | 2.40             | 2.53             | 2.75             | 2.60             | 2.44             | 2.23             | 2.18             | 2.11             | 2.19             | 2.35             | 2.59             | 2.62             |                  |
| Середньомісячна сонячна радіація, кДж/м²·день | 4441             | 7180             | 10493            | 14901            | 18945            | 20665            | 22550            | 19378            | 14177            | 9188             | 4862             | 3727             |                  |
| --------------------------------------------- | ---------------- | ---------------- | ---------------- | ---------------- | ---------------- | ---------------- | ---------------- | ---------------- | ---------------- | ---------------- | ---------------- | ---------------- | ---------------- |
| Джерело:                                      |                  |                  |                  |                  |                  |                  |                  |                  |                  |                  |                  |                  |                  |